# Mesochorus lunarius
Mesochorus lunarius är en stekelart som beskrevs av Schwenke 1999. Mesochorus lunarius ingår i släktet Mesochorus och familjen brokparasitsteklar. Inga underarter finns listade i Catalogue of Life.